# Intrusion (géologie)
Pour les articles homonymes, voir Intrusion.

Bloc diagramme schématique, modélisant les différents types d'intrusions.
Plutons allochtones :
1. Intrusion respectant les lignes de forces de l'encaissant mais en déformant la couche supérieure : laccolite.
2. et 4. Intrusion traversant les couches géologiques : dyke.
5. Intrusion respectant les lignes de forces de l'encaissant sans déformation : sill.
7. Intrusion respectant les lignes de forces de l'encaissant mais en déformant la couche inférieure : lopolite.
Plutons autochtones :
3. Domaine des anatexites, anatexie crustale avec piégeage du liquide in situ, conduit à une morphologie de batholite
Volcanisme :
6. Cheminée volcanique.

Le terme intrusion désigne originellement la mise en place d'un ensemble de roches dans une formation géologique préexistante (l'encaissant) et plus souvent, par extension, cet ensemble de roches. Il peut s'agir de roches magmatiques mises en place à l'état fluide sous la surface de la Terre (magma) ou, moins fréquemment, de diapirs de roches salines.

## Intrusion de roches magmatiques
Depuis sa zone de genèse, typiquement en base de croûte ou dans la partie supérieure du manteau, le magma est lentement poussé (quelques cm/an) vers la surface sous l'effet de la poussée d'Archimède car en raison de sa température plus élevée il est moins dense que les roches qui le surmontent. Dans un encaissant suffisamment ductile, il se forme des diapirs. Seule la croûte inférieure (profondeur supérieur à 15 km) présente ces caractéristiques. Dans un encaissant compétent (en), la pression interne du magma permet d'ouvrir des fissures perpendiculaires et parallèles aux couches géologiques, dans lesquelles le magma est alors injecté sous forme de dykes et de sills. Dans la croûte supérieure, le diapirisme doit être relayé par d'autres processus pour que l'ascension du magma continue dans les niveaux crustaux supérieurs : fracturation, notamment par des failles en distension (grandes zones volcaniques : dorsales, rifts continentaux, zones de subduction).
Comme la roche liquide se refroidit lentement dans un solide, les différentes parties du magma cristallisent en minéraux. Beaucoup de chaînes de montagne, comme la sierra Nevada en Californie, sont formées principalement par des roches intrusives comme le granite.
L'intrusion peut prendre la forme d'un pluton, d'un batholite, d'un sill, d'un dyke, d'un (futur) neck, etc.

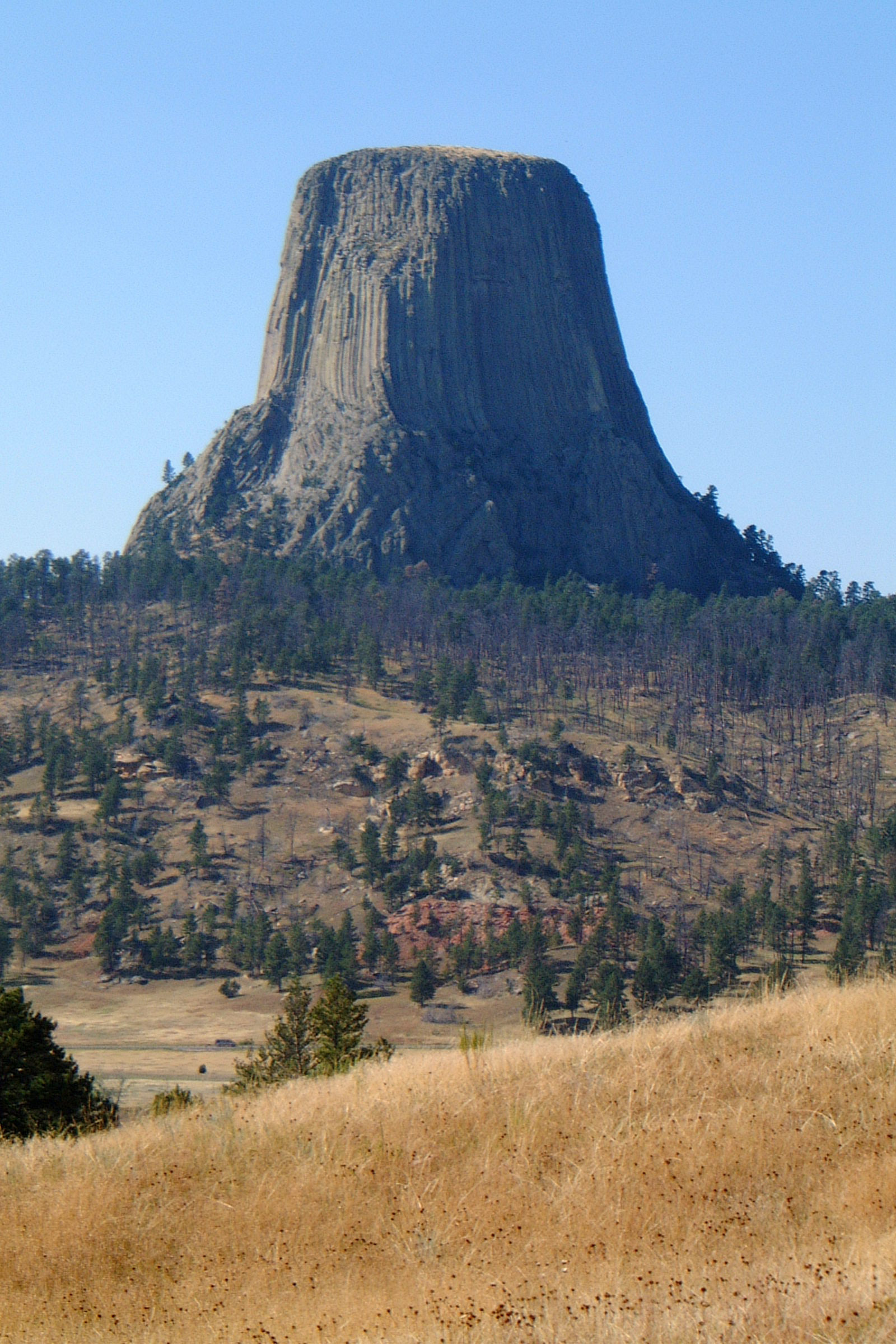
La Devils Tower aux États-Unis, un neck révélé lorsque la roche moins dure l'entourant s'est érodée.